# 55a Divisió (Japó)
La 55a Divisió (第55師団, Dai-gojūgo Shidan) va ser una divisió d'infanteria de l'Exèrcit Imperial Japonès durant la Segona Guerra Mundial. El seu indicatiu era la Divisió "Sou" (壮兵団, Sou Heidan) 

## Història
Va ser formada el 10 de juliol de 1940 a Zentsūji, simultàniament amb les divisions 51a, 52a, 54a, 56a i 57a. El nucli de formació era el quarter general de la 11a Divisió. La seva tropa provenia principalment de les quatre prefectures de l'illa de Shikoku. La 55a Divisió va ser inicialment assignada a l'Exèrcit del Districte Central.
El 1941, la divisió va ser assignada al 15è Exèrcit i va participar en la conquesta japonesa de Birmània. La divisió tenia el 143è Regiment separat per capturar per separat Dawei (Tavoy) i Myeik (Mergui), mentre que la tropa principal havia capturat Mawlamyine (Moulmein) el 31 de gener de 1942. El març de 1942 la divisió va lluitar durant 14 dies al voltant de la ciutat de Taungoo contra la debilitada 200a divisió xinesa. La lluita va acabar quan els xinesos van trencar i es van dissoldre. El 18 d'abril de 1942, la 55a Divisió havia encerclat la 55a Divisió xinesa, acabant amb ella.
Durant la Campanya de Birmània, el 144. Regiment d'infanteria va ser desvinculat de la divisió i enviat a Nova Guinea. La resta de la 55a es va utilitzar per contrarestar un atac britànic mal planificat a Donbaik a partir del 18 de març de 1943. El 3 d'abril de 1943 la divisió havia començat a avançar més enllà de la serralada Mayu, finalment envoltant i derrotant una sèrie d'unitats britàniques; trobar una resistència més dura a partir del maig de 1943.
A mitjans de novembre de 1943, el 55 encara es trobava a la zona d'Arakan. Finalment, la divisió va lluitar contra una ofensiva fallida que es va convertir en la batalla del Departament d'administració el febrer de 1944. El 19 de febrer de 1944, el comandant del 112è Regiment d'Infanteria, en aquell moment de 3000 a 400 homes, havia trencat la comunicació per ràdio. amb el quarter general de la divisió i va retirar els seus homes. Després de la desastrosa batalla d'Imphal, la divisió va ser assignada al 28è Exèrcit a Birmània i, després de retirar-se al riu Irauadi, es va subordinar al 38è Exèrcit. El 15 d'agost de 1945, quan es va declarar la rendició del Japó, la 55a Divisió es trobava a Phnom Penh.

## Unitats subordinades
- 55è Grup de Brigada d'Infanteria 
  - 112. Regiment d'infanteria
  - 143. Regiment d'infanteria
  - 144. Regiment d'infanteria
- 55. Regiment de cavalleria
- 55. Regiment d'artilleria de muntanya
  - 55/1 batalló de canons de muntanya de 12 X 75mm
  - 55/2 batalló de canons de muntanya de 12 X 75mm
  - 55/3 batalló de canons de muntanya de 12 X 75mm
- 55. Regiment d'enginyers
- 55. Regiment de transport
- 55. Companyia de tranmisisons
- 55. Companyia d'estat major
- 55. Companyia de sanitat 
  - 55/1 Hospital de campanya
  - 55/2 Hospital de campanya
  - 55/4 Hospital de campanya
- 55. Department veterinari
- 55. Departament de prevenció d'epidèmies i purificació de l'aigua